# Уолл, Стивен
Стивен Уолл (англ. Stephen Wall; р. январь 1947 года) — британский дипломат.
В 2011 году «The Guardian» писала о нём: «он являлся одним из наиболее влиятельных про-европейских британских дипломатов своего времени и представлял нашу страну на всех переговорах, связанных с европейскими соглашениями нынешней эпохи. Долгое время он был советником Тони Блэра по европейской политике и даже написал книгу, посвященную ЕС, которая начинается следующими словами: „Я убежден, что искреннее участие в Евросоюзе служит интересам Великобритании“».

## Биография
Обучался в кембриджском Selwyn колледже.
На дипломатической службе с 1968 года.
В 1979—1983 годах работал в посольстве Великобритании в Вашингтоне.
В 1988—1991 годах приватный секретарь министра иностранных дел Великобритании (занимал этот пост при трёх министрах).
В 1991—1993 годах приватный секретарь премьер-министра Великобритании, отвечал за вопросы внешней политики и обороны.
В 1993—1995 годах посол Великобритании в Португалии.
В 1995—2000 годах постоянный представитель Великобритании при ЕС.
В 2000—2004 годах возглавлял Европейский секретариат в Cabinet Office и являлся советником по вопросам ЕС премьер-министра Тони Блэра.
В 2004—2005 годах главный советник архиепископа Вестминстера Кормака Мёрфи-О’Коннора.
Неисполнительный член совета директоров «Airwave Solutions».
Член Франко-британского совета (en:Franco-British Council).
«Я помню, как Коль говорил моему бывшему начальнику (бывшему британскому премьер-министру) Джону Мейджору, что они с Миттераном представляют последнее поколение, которое действительно понимает, зачем нужен Европейский Союз», — вспоминал Уолл в 2010 году.
В 2011 году выступил с заявлением, что эпоха Евросоюза уходит.
Рыцарь Великого Креста ордена Святого Михаила и Святого Георгия.
Почётная степень доктора права Бирмингемского университета.